# Jean de Charolais
Jean, né en 1283, mort entre le 17 juillet et octobre 1316, fut seigneur de Charolais.
Il était fils de Robert, comte de Clermont (en Beauvaisis) et de Béatrice de Bourgogne, dame de Bourbon.
Il participa aux guerres flamandes sous les ordres de Philippe IV le Bel et combattit à Furnes (1297), à Courtrai (1302) et à Mons-en-Puelle (1304).
Il était sur le point de partir combattre en Terre sainte, quand il mourut.

## Mariage et descendance
Jean a épousé en 1309 Jeanne de Dargies, dame héritière de Dargies (Oise), comtesse douairière de Soissons, dame de Catheu, veuve de Hugues de Soissons (morte entre le 31 mai 1334 et février 1337) et avait eu :
- Béatrice (janvier 1311 - † Rodez 25 août 1364), dame de Charolais, mariée au Moncel en mai 1327 à Jean Ier († 1373), comte d'Armagnac et de Fezensac, dont postérité ;
- Jeanne (vers 1314 - † Brios en Vermandois ? le 27 juillet 1388), dame de Saint-Just, mariée par contrat de mars 1326, célébré en 1328 à Jean Ier († 1386) comte d'Auvergne et de Boulogne, dont postérité.

- Jean de Charolais
  - Béatrix de Clermont
    - Jean II d'Armagnac
      - Jean III d'Armagnac
      - Beatrix d'Armagnac
      - Bernard VII d'Armagnac
        - Jean IV d'Armagnac
          - Jean V d'Armagnac

    - Jeanne d'Armagnac
      - Bonne de Valois
      - Marie Marguerite de Valois

  - Jeanne de Clermont

## Armoiries
| Blason | Blasonnement : D'azur semé de fleurs de lys d'or à la bande de gueules chargée de trois lionceaux d'argent |